# Allied Force Headquarters

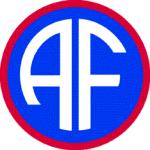
Logo de lAllied Force Headquarters.

Allied Force Headquarters (AFHQ) est le quartier général qui contrôlait toutes les forces opérationnelles alliées sur le théâtre méditerranéen de la Seconde Guerre mondiale d'août 1942 jusqu'à la fin de la guerre en Europe en mai 1945.
L'AFHQ est établi au Royaume-Uni le 14 août 1942 sous les ordres du lieutenant-général Dwight David Eisenhower afin de commander les forces engagées dans l'opération Torch, l'invasion alliée de l'Afrique du Nord française, prévue pour novembre. Eisenhower avait le titre de commandant en chef de la force expéditionnaire alliée. Peu de temps après la mise en place du quartier général, le titre « expéditionnaire » est supprimé, pour des raisons de sécurité opérationnelle. Eisenhower devient ainsi commandant en chef des forces alliées. Le QG est transféré à Gibraltar le 5 novembre 1942, puis à Alger le 28 novembre 1942.
Vers la fin de 1942, il est nécessaire d'unifier le commandement des forces alliées en Afrique du Nord, puisque celles de l'ouest, la 1re armée britannique, sous le commandement du lieutenant-général Kenneth Arthur Noel Anderson, débarqua lors de l'opération Torch, et ceux de l'est, la 8e armée britannique, commandée par le lieutenant-général Bernard Law Montgomery, qui avaient combattu et remporté la deuxième bataille d'El Alamein, étaient désormais suffisamment proches les uns des autres pour nécessiter une coordination. Par conséquent, le 10 février 1943, l'AFHQ prit également le contrôle de la 8e armée avançant depuis l'est.
Eisenhower resta aux commandes de l'AFHQ jusqu'au 16 janvier 1944, supervisant l'invasion alliée de la Sicile (avec le nom de code d'opération Husky), qui débuta le 10 juillet 1943 et l'invasion alliée du continent italien (nom de code opération Baytown et opération Avalanche), le 3 septembre 1943. Eisenhower alors général à part entière, retourna au Royaume-Uni le 14 janvier 1944 pour prendre le commandement 2 jours plus tard des forces alliées se rassemblant pour l'opération Overlord, l'invasion alliée de la Normandie, prévue pour le printemps 1944. Il fut remplacé par le général Henry Maitland Wilson. Wilson deviendra commandant suprême du Mediterranean Theater of Operations.
Wilson est aux commandes pendant un peu moins d'un an, jusqu'à son départ pour Washington, DC en décembre 1944 pour remplacer maréchal John Greer Dill de la British Joint Staff Mission, décédé subitement. Wilson est remplacé par le maréchal Harold Alexander, qui restera commandant suprême et commandant de l'AFHQ jusqu'à la fin de la guerre. Après la guerre, le QGAF devint un petit état-major interallié responsable des activités de liquidation du commandement combiné et commandé par le lieutenant-général William Duthie Morgan (en) en tant que commandant suprême des forces alliées en Méditerranée. L'AFHQ est dissous le 17 septembre 1947, par l'ordonnance générale 24, AFHQ, le 16 septembre 1947.